# Th. Siegfried A. Morschel
Th. Siegfried A. Morschel (auch Theodor Siegfried Morschel) (* 3. Dezember 1920 in Düsseldorf; † 27. Oktober 2002 in Bremen) war ein deutscher Architekt und Bauunternehmer.

## Biografie
Morschel studierte Architektur an der Staatsbauschule Wuppertal und an der Kunstakademie Düsseldorf. Zu Beginn des Zweiten Weltkrieges brach er sein Studium ab und wurde 1940 Mitarbeiter bei Focke-Wulf-Flugzeugbau in Bremen. Er überwachte den Aufbau eines Flugzeugwerkes in Polen und ab 1944 in Kassel.
Ab etwa 1946 war er als Architekt vornehmlich für die Stadtwerke Bremen tätig und beteiligt beim Wiederaufbau des Wasserkraftwerks Weserwehr und des Kraftwerkes Hastedt. Morschel bildete dann eine Architektengemeinschaft mit Gustav A. Henke und Fred Hodde. Am Beginn der 1950er Jahre plante und realisierte diese Gemeinschaft Wohngebäude an der Bismarck- und der Staderstraße in der Östlichen Vorstadt und am Kamphoferdamm in Woltmershausen. An der Schlachthofstraße entstand nach seinen Plänen 1952 ein sechsgeschossiges Gebäude der Stadtwerke.
Morschel gründete die Bremer Bau-Union, die viele Wohnbauten in Huchting, Schwachhausen (Depkenstraße 1955, Appartementhochhaus Emmastraße, Heinstraße, Klattenweg), Vahr (Paul-Singer-Schule), Horn-Lehe (Bebauungspläne, Wohnhäuser, Schule Bergiusstraße), Oberneuland (Rilkeweg) und an anderen Orten realisierte. Das Büro hat auch für die GEWOBA viele Wohnhäuser entworfen u. a. in Huchting. Der Firmensitz war ab 1957 in dem von ihm geplanten Simo-Bürohaus Am Wall 113, neben dem von ihm entworfenen Schalthaus der Stadtwerke.

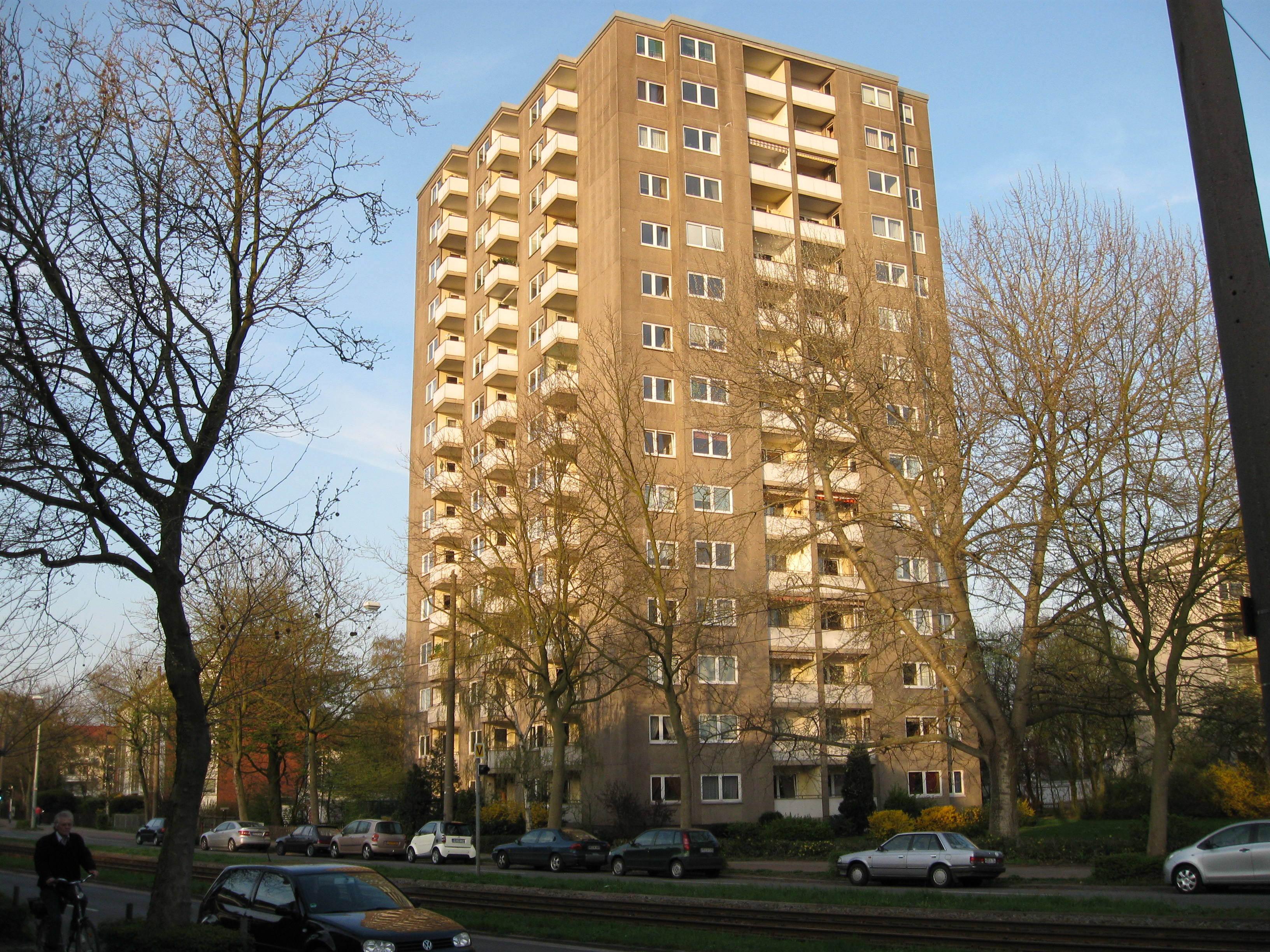
Von Morschel zusammen mit Henke und Hodde entworfenes und 1964 errichtetes Wohnhochhaus in Neu-Schwachhausen, das als „erkennbarer Mittelpunkt“ des Ortsteils gedacht war und auf erhebliche Widerstände in der Bevölkerung stieß.

Im Bereich der Bahnhofsvorstadt war Morschel in den 1960er Jahren zusammen mit Max Säume beteiligt an der Planung und Durchführung des Tivoli-Hochhauses (1961) und des Siemens-Hochhauses (1962). Weitere Wohnhäuser u. a. in Habenhausen entstammen seinen Plänen. Ein Entwurf (um 1961) für ein Hochhaus am Hillmannplatz (Mitte) wurde nach Protesten nicht realisiert. Zu den weiteren Gebäuden, an denen er mitwirkte, gehören das Bürohaus der Bildungsbehörde am Rembertiring (Mitte), das Kaufhaus Horten (Altstadt 1972), ein Wohn- und Geschäftshaus am Schüsselkorb (früher Barlage), Kaufhaus Karstadt in Delmenhorst (um 1975), ein Geschäftshaus am Dobben, ein Büro-/Wohnhochhaus an der Bürgermeister-Smidt-Straße (Mitte, um 1973, früher Bongartz), das Geschäftshaus Knochenhauerstraße (Mitte, Entwurf Rainer Morschel und Martin Pikat, um 1975) und eine Hochgarage (Mitte). Morschels Planungscooperative residierte später in Huchting, Flämische Straße. Es wurde von seiner Tochter geleitet.
Morschel wünschte, dass die so genannte Mozarttrasse durch den Ortsteil Ostertor als Teil eines innerstädtischen Tangentenviereckes für Autos realisiert würde. Er schrieb: „Trotzdem schaffte eine Gruppe hitzköpfiger Linker, der SPD-Fraktion einzureden, das als heiteres ‚Quartier Latin‘ gedachte Ostertorviertel werden durch den ‚Unhold Mozarttrasse‘ erdrückt und zum Sterben verurteilt.“ Tatsächlich wurde diese rein auf den Straßenverkehr fixierte Trassenplanung verhindert und das Viertel dadurch vor der Zerstörung bewahrt.
In der Affaire um den SPD-Bürgerschaftsfraktionsvorsitzenden Richard Boljahn in den 1960er Jahren geriet auch Morschel in das Fadenkreuz der Ermittlungen und der Presse. Der Spiegel schrieb 1970: „Die Geldgeber, der Makler Wilhelm Lohmann und der Bauunternehmer Siegfried Morschel, hatten 1964 mit einer Spende von 100 000 Mark die boljahnsche Bremer Einkaufsgesellschaft (BEG) vor einem Konkurs bewahrt und ihr mithin zu eleganter Liquidation verholfen.“ 1968 stellte Der Spiegel fest: „Boljahns Freunde sind einflußreich: Der prominente Architekt Siegfried Morschel ist Leiter der Bremer Hochbau GmbH und der Union-Treuhand GmbH. Der Grundstücksmakler Willy Lohmann (Spitzname: ‚Millionen-Willy‘) […]“